# Élise Fischer
Élise Fischer (Champigneulles, Meurthe y Mosela, 13 de julio de 1948-Baccarat, 25 de diciembre de 2023) fue una escritora y periodista francesa.
En 1984 trabajó como periodista para dos titulares de la prensa escrita cristiana, “France catholique” y “Panorama”, pero también para radio (Radio Notre-Dame).

## Libros
| - 1988, Hijos del apartheid - 1989, Fuego en la infancia - 1998, La ira de la mosca - 2000, Los incumplidos - 2000, Las manzanas serán famosas este año - 2001, Tres reinas por una corona - 2002, El último amor de Auguste - 2003, Las Alianzas de Cristal - 2003, Un cuadrito de seda - 2004, Manon misteriosa - 2005, Nosotros, los últimos mineros - 2005, El sol de los mineros - 2006, El niño perdido de Filipinas - 2006, Las cigüeñas lo sabían - 2007, Llámame Jeanne - 2007, La novela de la plaza Stanislas - 2008, Lorena en el corazón. - 2008, Confesión de Adrien el vendedor ambulante - 2008, Una risa de otro lado - 2009, Cuando sea mayor - 2009, El secreto de la prensa | - 2010, Bajo los Mirabelliers - 2010, La boda de María Victoria - 2011, El sueño de la rana - 2011, Lágrimas y esperanza - 2012, La rana ama - 2013, A riesgo de la verdad - 2013, Volveré a jugar para nosotros - 2014, La tía de Rusia - 2014, Villa Sourire - 2015, El extraño destino de María - 2015, Te escribo desde Nancy - 2016, El Jardín de Petronila - 2016, En el cable - 2017, A las dos golondrinas - 2018, Mujeres de las tierras de sal - 2019, La cuna de días mejores - 2019, Vino de Pascua - 2020, Títeres del amor - 2021, Donde renace la esperanza - 2022, Todos al teatro - 2023, Los silencios de Jeanette |